# Glebionis segetum
Glebionis segetum là một loài thực vật có hoa trong họ Cúc. Loài này được (L.) Fourr. mô tả khoa học đầu tiên năm 1869.
Loài này có lẽ chỉ bản địa ở đông vùng Địa Trung Hải nhưng đã được trồng ở tây và bắc châu Âu cũng như Trung Quốc cũng như một số khu vực ở Bắc Mỹ.
Glebionis segetum là cây lâu năm thân thảo có chiều cao đến 80 cm tall, với lá bố trí xoắn ốc, dạng thùy sâu, dài 5–20 cm. Hoa có màu vàng nhạt, có đầu hoa đường kính 3,5-5,5 cm, với vòng xuyến các hoa nhỏ phía ngoài và một trung tâm các hoa nhỏ đĩa.